# 保達爾庫 (帕拉州)
保達爾庫（葡萄牙語：Pau-d'Arco），是巴西的城鎮，位於該國北部，由帕拉州負責管轄，面積1,671平方公里，主要經濟活動是農業，2012年人口5,869，人口密度每平方公里3.51人。